# Grenville (Québec)
Pour les articles homonymes, voir Grenville.
Grenville [ɡʁɛnvil] est une municipalité de village du Québec (Canada). Elle fait partie de la municipalité régionale de comté (MRC) d'Argenteuil dans la région administrative des Laurentides.

## Histoire

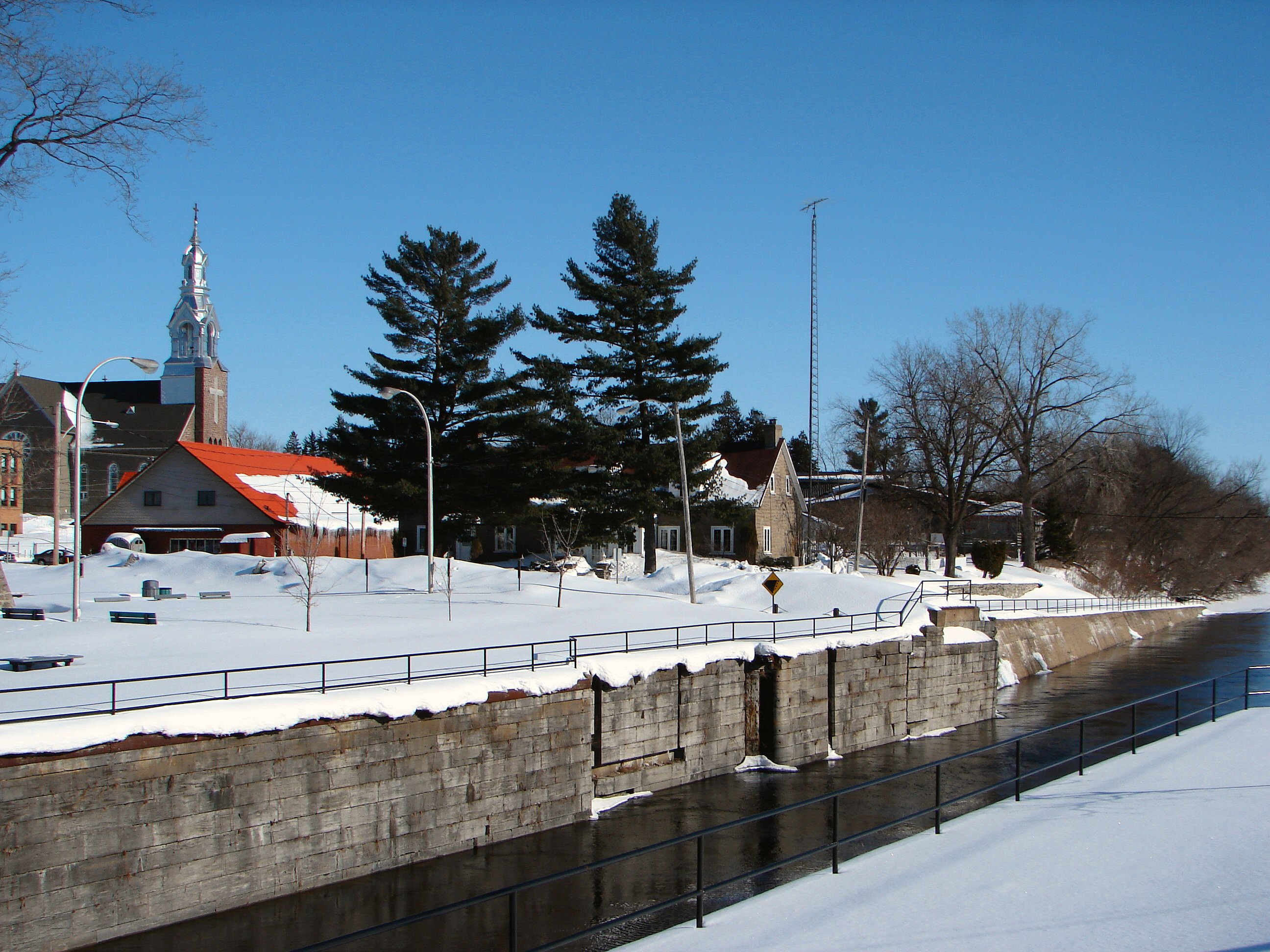
Canal de Grenville

Hôtel de ville

Les premiers colons y sont arrivés vers 1810. La construction du canal de Carillon entre 1819 et 1834 a donné un essor à la municipalité.

## Géographie
Enclavée dans la municipalité de Grenville-sur-la-Rouge, Grenville est située sur la rive gauche de la rivière des Outaouais à la source du lac Dollard-des-Ormeaux, à 100 km à l'ouest de Montréal et à 100 km à l'est de Gatineau-Ottawa. Elle est baignée à l’ouest par la baie de Grenville et a en vis-à-vis sur l’autre rive la ville franco-ontarienne de Hawkesbury. Un pont relie les deux villes depuis 1931 date à laquelle le pont Perley fut inauguré. Ce premier pont fut remplacé par un nouveau en 1998, nommé Pont du Long-Sault comme les rapides qui bouillonnaient jadis à cet endroit. À l’époque de sa fondation, Grenville avait sur ses rives la tête des rapides du Long-Sault, aujourd’hui disparus, qui ont marqué son histoire.

## Urbanisme

### Réseau fluvial
Le canal de Grenville traverse le territoire au sud du village en parallèle à la rivière des Outaouais. Le canal fait partie de la liste des dix sites du patrimoine les plus menacés au Canada en 2009. Le canal, situé le long de la rivière des Outaouais et long d’une dizaines de kilomètres, fit partie du système de défense construit après la guerre anglo-américaine de 1812 afin de protéger le Bas-Canada et le Haut-Canada contre d’éventuelles attaques américaines. Le gouvernement canadien est propriétaire du canal pendant plus de 150 ans. Il le cède au gouvernement du Québec en 1988 qui le cède à son tour à la municipalité de Grenville en 1990 qui ne dispose pas des moyens financiers suffisant pour entretenir la structure, qui s’est dégradée au fil du temps.
Des pressions ont été exercées par la députée fédérale Mylène Freeman, les municipalités et la fondation Héritage Canada afin de remettre en état le canal de Grenville qui présente plusieurs signes d’érosion et d’effondrement qui menacent la sécurité publique tout en altérant la qualité esthétique des lieux. Pour l'instant, aucune annonce n'a été faite par quelque palier gouvernemental que ce soit pour la réfection de celui-ci.
Une descente de bateau est aménagée le long du canal. Le stationnement et l'utilisation de la descente est soumise à la détention d'une vignette annuelle, pour que les riverains et citoyens puissent utiliser les espaces qui autrement sont trop achalandés et aussi pour réduire le flânage et le vandalisme. Aucun mode de permis pour un usage sporadique n'est en place, ce qui, de l'avis de certains, décourage les visiteurs qui n'habitent pas la municipalité et qui voudraient visiter le canal.

### Réseau routier
Le village est traversé par la rue Principale, laquelle devient la route 344 à l'est de la rue Maple. Cette route se dirige vers Oka. La rue Maple est également un segment de la route 344 au nord de la rue Principale jusqu'à la route 148, route classée nationale mais dont la vocation s'est modifiée depuis l'aménagement de l'autoroute 50 un peu plus au nord. Vers le nord-ouest, la rue Principale, qui suit un tracé parallèle à la rivière, rejoint également la route 148. La rue Maple permet d'accéder au sud au pont du Long-Sault et ainsi à la ville de Hawkesbury en Ontario.

### Chemin de fer
De 1857 à 1863 on construisit un des premiers chemins de fer du Canada-Uni, entre Carillon et Grenville. Celui-ci permit d’écourter sensiblement le voyage en bateau à vapeur entre Montréal et Ottawa. En effet, les voyageurs étaient obligés de débarquer à Carillon en raison de l’étroitesse du canal qui ne permettait pas le passage des gros bateau. Ce n’est qu’au-delà des rapides du Long-Sault que l’on pouvait continuer le voyage, dans un autre bateau. Avant l’arrivée du chemin de fer, il fallait parcourir la distance d’une vingtaine de kilomètres en diligence
. Le chemin de fer a été en partie démantelé après son abandon en 1910. Il ne fut jamais qu’un chemin de fer saisonnier, faisant la navette une fois par jour à l’aller et au retour en se collant aux horaires des bateaux à vapeur qui allaient et venaient entre Bytown (Ottawa) et Grenville d’une part et entre Carillon et Montréal d’autre part. Au fur et à mesure de la progression des chemins de fer sur d’autres parcours, le transport fluvial des passagers déclinera rapidement, laissant en plan les bateaux à vapeur et ce tronçon ferrovaire. Il aura été en service durant presque 50 ans.

## Administration
Le conseil municipal compte un maire et six conseillers élus tous les quatre ans. Le mode d'élection est en bloc sans division. Aux élections de 2009 et de 2013, Gaëtan Carrière dispute la mairie à Ronald Tittlit, maire titulaire. À l'élection de 2013, le taux de participation est de 48,7 % et le maire élu recueille 76,6 % des suffrages,. La municipalité est rattachée à la MRC d'Argenteuil et donc à la conférence régionale des élus des Laurentides. La communauté de Grenville est représentée à l'Assemblée nationale du Québec par le député de la circonscription d'Argenteuil. La circonscription fédérale est Argenteuil-La Petite-Nation.
| Grenville Maires depuis 2003                                                                                          |                  |         |          |
| Élection | Maire            | Qualité | Résultat |
| 2003 | Ronald Tittlit   |         | Voir     |
| 2005 | Ronald Tittlit   | Voir    |          |
| 2009 | Ronald Tittlit   | Voir    |          |
| 2013 | Ronald Tittlit   | Voir    |          |
| 2017 | Luc Grondin      |         | Voir     |
| avr. 2019 | Pierre Thauvette |         | Voir     |
| 2021 | Pierre Thauvette | Voir    |          |
| Élection partielle en italique Depuis 2005, les élections sont simultanées dans toutes les municipalités québécoises. |                  |         |          |

|             | 2009-2013 | 2013-2015                                                                                              | 2015-2017                                                                                                  | 2017-2018                                                                                         | 2018-2021                                                                                              |
| Maire       | Ronald Tittlit                                                                                                | Ronald Tittlit                                                                                         | Luc Grondin*                                                                                               | Luc Grondin                                                                                       | Pierre Thauvette*                                                                                      |
| Conseillers | Bernard Desforges Louis André Desjardins Luc Grondin Jocelyne Louis-Seize Jacques St-Jacques Pierre Thauvette | Bernard Desforges Louis André Desjardins Luc Grondin André Lemay Jocelyne Louis-Seize Pierre Thauvette | André Lemay André Woodbury* Louis André Desjardins Jocelyne Louis-Seize Pierre Thauvette Bernard Desforges | André Lemay André Woodbury Louis André Desjardins Peter Dopelhamer Roger Lalonde Pierre Thauvette | André Lemay André Woodbury Louis André Desjardins Peter Dopelhamer Roger Lalonde Jocelyne Louis-Seize* |

- Élu lors d'une élection partielle

## Démographie
| 1991  | 1996  | 2001  | 2006  | 2011  | 2016  | 2021  |
| ----- | ----- | ----- | ----- | ----- | ----- | ----- |
| 1 362 | 1 442 | 1 315 | 1 398 | 1 577 | 1 711 | 1 816 |

## Éducation
La Commission scolaire de la Rivière-du-Nord administre les établissements scolaires francophones de Grenville. Ces écoles sont:
- École primaire Dansereau/Saint-Martin[16]
- École polyvalente Lavigne, située à Lachute[17]

La Commission scolaire Sir-Wilfrid-Laurier administre les établissements scolaires anglophones de Grenville. Ces écoles sont:
- École primaire Grenville[18]
- École secondaire Laurentian Regional (en), située à Lachute[19]

## Société
Les principaux événements annuels se déroulant à Grenville comprennent la Fête nationale du Québec. Dans les années 1960, Grenville est le lieu du concours estival Mlle Régates 68.